# Општина Тамадау Маре (Калараш)
Тамадау Маре (рум. Tãmãdãu Mare) општина је у Румунији у округу Калараш.
Oпштина се налази на надморској висини од 43 m.